# Volusià (cònsol 503)
Volusià (en llatí: Flavius Volusianus, m. 511) va ser un polític romà actiu al Regne Ostrogot.

## Biografia
Va ser el pare de Flavi Anici Màxim, cònsol el 523. Entre el 476 i el 483 havia assolit el rang de vir clarissimus, tal com ho testifica una inscripció al seient que li tenia reservat al Colosseu (CIL VI, 32214).
Va ser cònsol el 503 amb Dexícrates; el 510/511 havia assolit el rang de patrici i formava part d'una comissió la tasca de la qual era jutjar alguns nobles acusats de màgia.
Va morir el dia de Pasqua, probablement l'any 511 (quan la Pasqua va caure el 3 d'abril).